# Parekklisi Timiou Stavrou

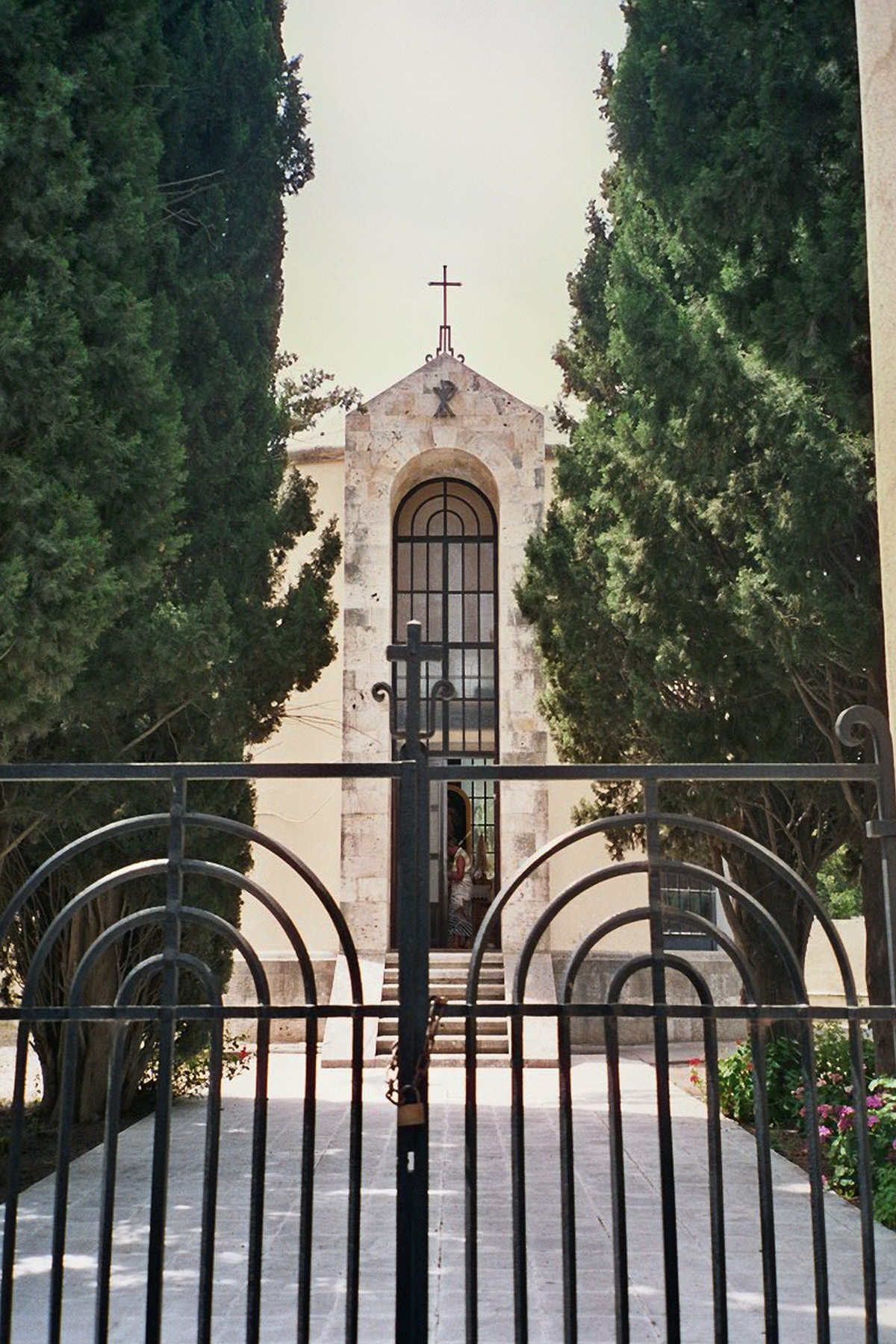
Kirche Parekklisi Timiou Stavrou in Kos

Die Parekklisi Timiou Stavrou (griechisch Παρεκκλήσι του Τιμίου Σταυρού ‚Heilig-Kreuz-Kapelle‘) ist eine Kirche des römisch-katholischen Erzbistums Rhodos in der Stadt Kos auf der gleichnamigen griechischen Insel Kos.
Die Kapelle steht auf dem Gelände des Katholischen Friedhofes von Kos. Sie ist ein Teil der Agnus-Dei-Gemeinde, die früher einmal die Lateinische Kirche der Insel war und heute von der Griechisch-Orthodoxen Kirche genutzt wird.
1935 wurde der Friedhof von Kos geweiht. Im Zentrum des Friedhofes steht die Parekklisi Timiou Stavrou nach dem Entwurf des italienischen Architekten Rodolfo Petracco. Eine Allee mit straßenbegleitenden Zypressen führt durch ein Eingangstor und endet in einer Achse an der runden Kapelle. Das senkrechte Granittor ist mit Kreuzen und anderen Symbolen aus goldenem Messing dekoriert. Die Außenfassade der kleinen Kapelle ist ein weiß verputzter Zylinder aus massivvolumigen Steinen und Ausbuchten für den Eingang und den Altar.
Sie ist die katholische Pfarrkirche für die Stadt und die Insel Kos. Die Kapelle wird von den franziskanischen Pfarrern der Kustodie des Heiligen Landes, die im Erzbistum Rhodos tätig sind, verwaltet und liegt an der Odos Anapavseos in Kos.

Gedenkstein

Auf dem Friedhofsgelände gibt es Grabsteine sowie einen Gedenkstein für durch die Wehrmacht völkerrechtswidrig ermordeten 103 italienischen Offiziere im Oktober 1943 (Massaker von Kos).